# هكتور تومسون
هكتور تومسون (بالإنجليزية: Mona Thomson)‏ هو لاعب اتحاد الرغبي نيوزيلندي، ولد في 20 فبراير 1881 في نيبيار في نيوزيلندا، وتوفي في 9 أغسطس 1939 في ويلينغتون في نيوزيلندا.

## وصلات خارجية
- هكتور تومسون عل موقع إسبنسكروم (الإنجليزية)